# Notolaemus unifasciatus
Notolaemus unifasciatus là một loài bọ cánh cứng trong họ Laemophloeidae. Loài này được Latreille miêu tả khoa học năm 1804.